# Scutellaria splendens
Scutellaria splendens là một loài thực vật có hoa trong họ Hoa môi. Loài này được Link, Klotzsch & Otto miêu tả khoa học đầu tiên năm 1828.